# Убилава, Элизбар Элизбарович
Элизбар Элизбарович Убилава (род. 10 апреля 1950, Тбилиси) — грузинский и испанский шахматист, гроссмейстер (1988). Заслуженный тренер Грузинской ССР (1980); один из тренеров в матчах на первенство мира А. Карпова (1987) и Н. Иоселиани (1988). Журналист.
Участник чемпионата СССР (1967, декабрь) и Спартакиад народов СССР (1975, 1979) в составе команды Грузинской ССР.
Лучшие результаты в международных турнирах: Тбилиси (1971) — 4—6-е, 1974 — 5—8-e, 1977 — 4—6-е, 1980 — 2—5-е, 1986 — 5-е; Тренчанске-Теплице (1985) — 1-е места.
По состоянию на 2017 год живёт в Испании.

## Изменения рейтинга
| Графики недоступны из-за технических проблем. См. информацию на Фабрикаторе и на mediawiki.org. |